# Loye-sur-Arnon
Loye-sur-Arnon is een gemeente in het Franse departement Cher (regio Centre-Val de Loire) en telt 308 inwoners (1999). De plaats maakt deel uit van het arrondissement Saint-Amand-Montrond.

## Geografie
De oppervlakte van Loye-sur-Arnon bedraagt 33,7 km², de bevolkingsdichtheid is 9,1 inwoners per km².
De onderstaande kaart toont de ligging van Loye-sur-Arnon met de belangrijkste infrastructuur en aangrenzende gemeenten.

## Demografie
Onderstaande figuur toont het verloop van het inwonertal (bron: INSEE-tellingen).